# Первомайский (Поспелихинский район)
Первомайский — упразднённый посёлок в Поспелихинском районе Алтайского края. На момент упразднения входил в состав 12 лет Октября сельсовета. Исключен из учётных данных в 1986 году.

## География
Располагался в истоке реки Землянуха (приток реки Поперечная), приблизительно в 4,5 километрах (по прямой) к юго-востоку от поселка 12 лет Октября.

## История
Возник как одно из производственных отделений совхоза «12 лет Октября».
Решением Алтайского краевого исполнительного комитета от 10.02.1986 года № 38 посёлок исключен из учётных данных.